# Masaru Kobayashi
Masaru Kobayashi (Japans: 小林 大, Kobayashi Masaru) (Mito, 26 december 1959) is een Japans voormalig motorcoureur. Hij is eenmalig Grand Prix-winnaar in het wereldkampioenschap wegrace.

## Carrière
Kobayashi bracht zijn motorsportcarrière voornamelijk door in Japan. In 1984 en 1985 werd hij voor Honda kampioen in de 250 cc-klasse van het All Japan Road Race Championship. In de daaropvolgende drie seizoenen werd hij eenmaal vierde en tweemaal tweede in deze klasse. In 1987 debuteerde hij als wildcardcoureur in de 250 cc-klasse van het wereldkampioenschap wegrace voor Honda in zijn thuisrace. In een regenachtige race wist hij meteen zijn enige Grand Prix te winnen. In 1988 reed hij wederom in zijn thuis-GP, waarin hij achter Toni Mang en Sito Pons derde werd. In 1989 finishte hij in zijn thuisrace slechts als achttiende. Na dit seizoen stopte hij als motorcoureur.
Tussen 1990 en 1992 was Kobayashi teambaas van het Japanse raceteam Cup Noodle Honda. Vervolgens behaalde hij zijn helikopterbrevet en werd hij piloot bij Yuhi Airlines. In juni 2004 stortte een door hem bestuurde helikopter neer op het vliegveld van Yamagata, waardoor een cameraman aan boord om het leven kwam en Kobayashi zelf verlamd raakte aan zijn benen. Hij werd schuldig bevonden van zakelijke doodslag en kreeg hiervoor een gevangenisstraf van zes jaar, waarvan vier jaar voorwaardelijk.